# Only Happy When It Rains
Only Happy When It Rains è il secondo singolo estratto dall'album "Garbage", degli americani Garbage. Ebbe un grande successo nel Regno Unito, in cui fu il primo singolo del gruppo a entrare nella Top 40.
Nel 1996, "Only Happy When It Rains" fu pubblicata ovunque. Negli Stati Uniti si classificò nella Billboard Hot 100, e fece entrare l'album che la contiene nella Billboard 200. Nel 2007 la canzone fu rimasterizzata in occasione dell'uscita del greatest hits album Absolute Garbage.

## Profilo della canzone
"Only Happy When It Rains" fu scritta e registrata tra il marzo 1994 e il maggio 1995 dai membri della band: Duke Erikson, Shirley Manson, Steve Marker e Butch Vig sia allo studio di Marker, sia agli Smart studios di Madison (Wisconsin).
Col suo testo pessimista su una base di chitarre in stile grunge, "Only Happy When It Rains" divenne il primo successo dei Garbage sia negli USA che in Inghilterra. Il basso in "Only Happy When It Rains" è suonato da Mike Kashou, e le percussioni sono a cura del musicista Pauli Ryan.

## Pubblicazioni del singolo
"Only Happy When It Rains" era considerato dalle case discografiche dei Garbage la canzone dell'album con il maggior potenziale commerciale. Il video di "Only Happy When It Rains" è stato girato a Madison (Wisconsin), nel gennaio del 1996, e diretto da Samuel Bayer.

## B-side
"Girl Don't Come" una canzone scritta dai Garbage agli Smart Studios ad agosto 1995. Una versione più breve di "Girl Don't Come" fu pubblicata sul lato b del vinile di "Only Happy When It Rains" nella versione per il mercato inglese. "Girl Don't Come" ha fatto da colonna sonora al gioco, per PlayStation e Dreamcast, F1 Racing Championship. "Sleep" è il secondo b-side del singolo di Only Happy When It Rains. Un video promo di "Sleep" è stato girato ed incluso nella prima collezione di video dei Garbage.

## Classifiche
| Classifica (1995/96)      | Posizione massima |
| ------------------------- | ----------------- |
| Australia                 | 80                |
| Canada                    | 79                |
| Nuova Zelanda             | 38                |
| Paesi Bassi               | 36                |
| Regno Unito               | 29                |
| Stati Uniti               | 55                |
| Stati Uniti (alternative) | 16                |

## Date di pubblicazione
| Data rilascio     | Paese       | Casa discografica   | Formato                            |
| ----------------- | ----------- | ------------------- | ---------------------------------- |
| 18 settembre 1995 | Regno Unito | Mushroom Records UK | Musicassetta, CD single, 7" vinile |
| 20 gennaio 1996   | Stati Uniti | Almo Sounds         | Airplay: Modern Rock Tracks        |
| 20 febbraio 1996  | Stati Uniti | Almo Sounds         | Musicassetta, CD single            |
| 26 marzo 1996     | Stati Uniti | Almo Sounds         | Contemporary hit radio             |
| 27 maggio 1996    | Australia   | White Records       | Musicassetta, CD single            |
| 27 maggio 1996    | Europa      | BMG                 | CD maxi, CD single                 |